# Isole Brioni

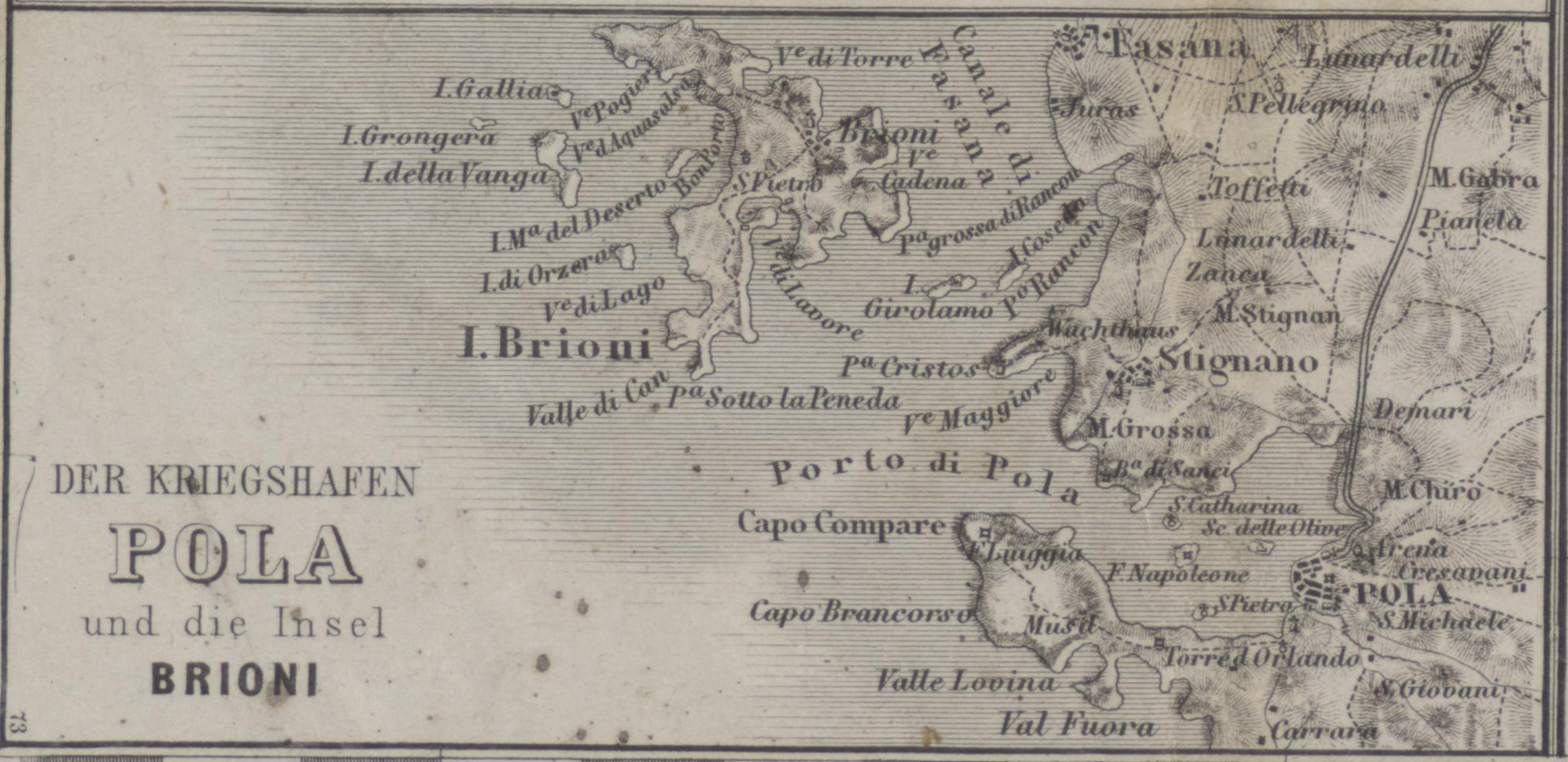
Mappa dell'arcipelago

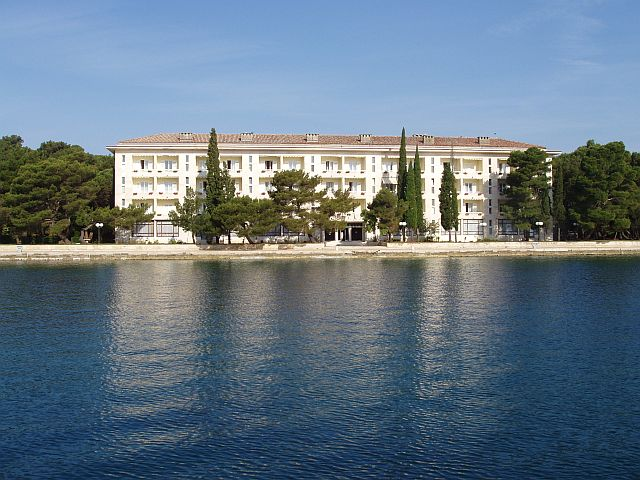
L'hotel Karmen di Brioni

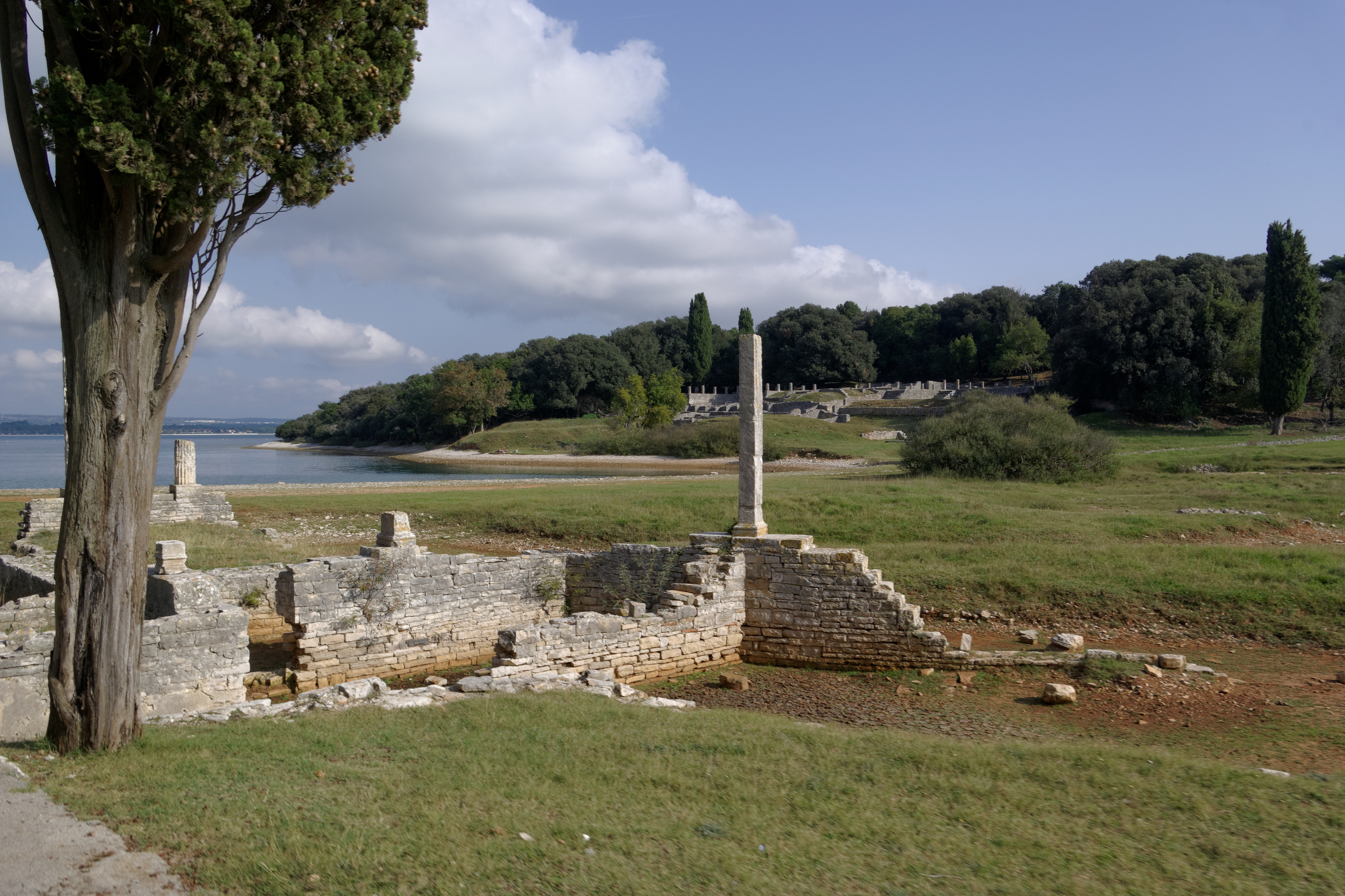
I resti della villa rustica presso la baia di Venere (Verighe)

Le isole Brioni (in croato Brijuni o Brioni, in latino Pullariae) sono un piccolo arcipelago istriano e croato nel mare Adriatico settentrionale, composto da quattordici isole che si estendono complessivamente per 8 km² situate a 2 km dalla costa sudoccidentale dell’Istria, in vicinanza di Pola.

## Storia
Come testimoniano i resti delle antiche ville, le Brioni ospitarono insediamenti dei romani che le utilizzarono principalmente per l'estrazione di materiali da costruzione. 
La storia delle isole Brioni è sempre stata collegata a quella della vicina Pola. Appartennero fin dal Medioevo alla Repubblica di Venezia e la pietra proveniente dalle isole fu impiegata per erigere ponti e palazzi a Venezia.
Nel 1797 l'arcipelago venne annesso all'Impero Napoleonico per un breve periodo, fino alla cessione delle Province illiriche all'Impero d'Austria, avvenuta nel 1815. Soltanto a partire dalla prima metà dell'Ottocento le Brioni iniziarono a ospitare abitanti di etnia croata, anche se la popolazione delle isole rimase per la maggior parte di lingua italiana fino alla seconda guerra mondiale, quando iniziò l'esodo. In questo periodo le cave presenti nell'arcipelago fornirono materiali per Vienna e Berlino e con la costruzione di una base navale nel porto di Pola, gli austriaci eressero un'imponente fortezza a Brioni Minore, insieme a fortificazioni minori nelle altre isole.
La k.u.k. Kriegsmarine (marina austroungarica) abbandonò la fortezza e nel 1893 il magnate viennese Paul Kupelwieser acquistò l'intero arcipelago e creò un esclusivo complesso alberghiero. La tenuta comprendeva alberghi di prima classe, ristoranti, spiagge turistiche, un casinò, un porto per gli yacht e divenne un punto nevralgico della vita sociale dell'élite di lingua tedesca del Litorale austriaco di Gorizia, Trieste e soprattutto di Pola. Egli inoltre costituì una regata, un campo da golf e, di pari passo con la fioritura della cultura austriaca, anche vari concerti musicali e concorsi letterari. Le isole Brioni divennero una prestigiosa meta turistica per gli austriaci più facoltosi e furono visitate da membri della famiglia imperiale e da élite aristocratiche europee.
Nel 1918, in seguito alla prima guerra mondiale le Brioni divennero parte dell'Italia: dal 1921 al 1947 furono incluse nella Provincia di Pola. Karl Kupelwieser tentò di mantenere lo splendore originale ma, quando, nel corso della crisi del 1929, la tenuta entrò in bancarotta, il fondatore si suicidò. Così, nel 1930 le isole vennero acquistate dallo Stato Italiano.
Durante la seconda guerra mondiale l'arcipelago fu sede di un distaccamento della Xª Flottiglia MAS e nel 1947 venne ceduto alla Jugoslavia. Nel secondo dopoguerra l'arcipelago divenne la sede preferita di vacanza del presidente jugoslavo Tito: l'architetto sloveno Jože Plečnik progettò un padiglione in onore del Maresciallo. Almeno 100 capi di Stato esteri e diverse star del cinema (come Elizabeth Taylor, Richard Burton, Sophia Loren, Carlo Ponti e Gina Lollobrigida) visitarono la tenuta di Tito. Tre anni dopo la morte del Presidente, nel 1983, le isole vennero dichiarate Parco nazionale della Jugoslavia.
Con la dissoluzione della Jugoslavia, nel 1991, le isole Brioni passarono sotto l'amministrazione croata ed entrarono a far parte della regione istriana. Il nuovo Stato indipendente vi ospitò un Centro Conferenze Internazionali e con l'occasione vennero riaperti quattro alberghi di Brioni, insieme al Parco Safari, dove trovano posto anche gli animali donati a Tito, fra cui uno dei due elefanti indiani che ricevette da Indira Gandhi, il secondo è morto nel 2010 per un attacco di cuore all'età di circa 45 anni. Il Torneo Internazionale di Polo, avviato nel 1924 da Karl Kupelwieser, è stato ripreso nel 2004.

## Le isole
- L'isola più grande è Brioni Maggiore (Veli Brion), (5,72 km²[3]) che dista 2 km dalla costa croata.
- L'altra isola visitabile è Brioni Minore (Mali Brion), che ricopre un'area di 1,07 km².

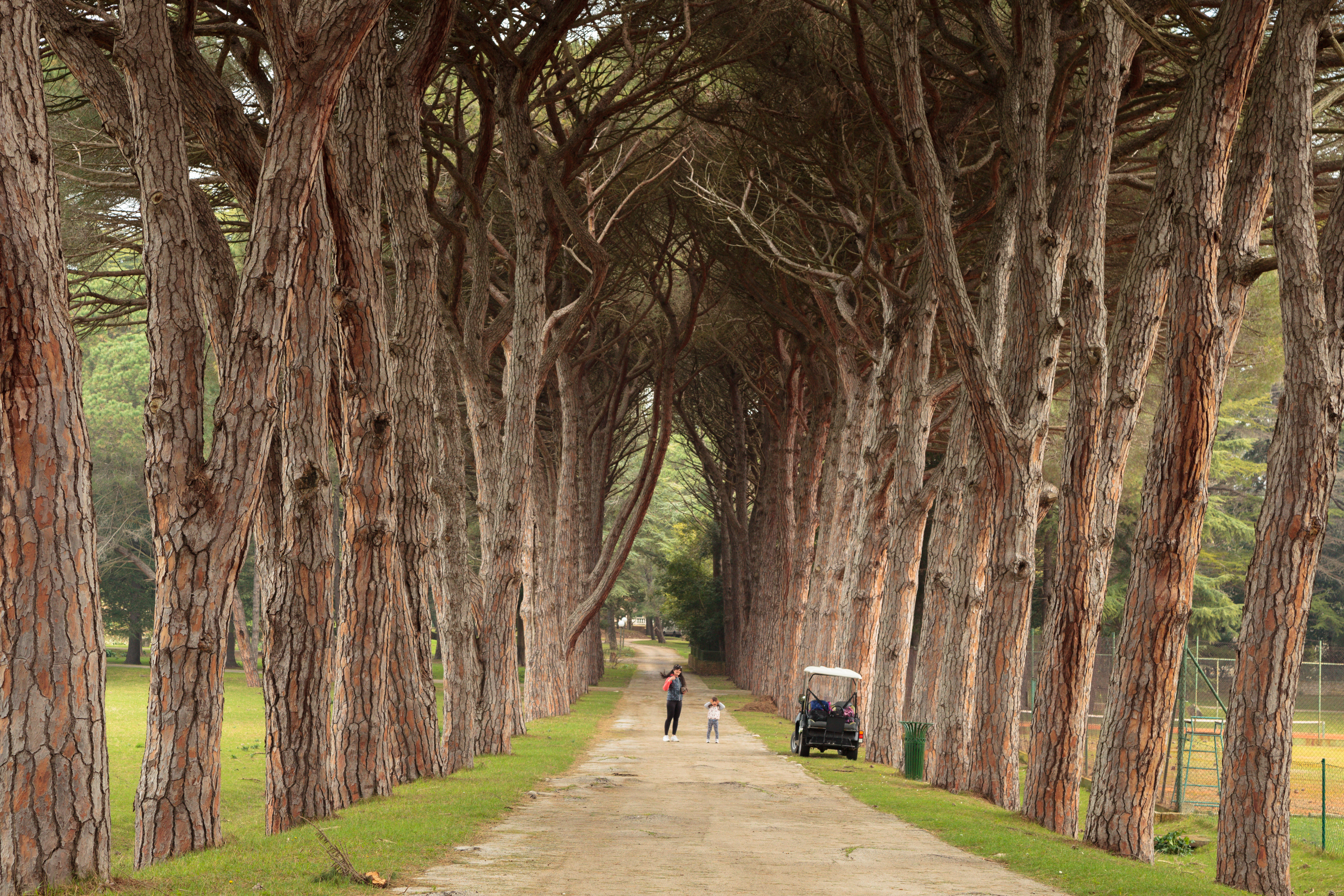

Le rimanenti isole che compongono l'arcipelago sono:
- Cosada (Kozada o Kotež),
- Gallia (Galija),
- Gaza o Gazza (Gaz),
- Gronghera (Grunj),
- Madonna del deserto (Madona o Pusti),
- Orsera (Vrsar),
- San Girolamo (Sv. Jerolim),
- San Marco (Sveti Marko),
- Toronda (Okrugljak o Obljak),
- Vanga (Vanga o Krasnica),
- Zumpin grande (Šupin),
- Zumpin piccolo (Šupinić).

## Monumenti e luoghi d'interesse
Sulle isole Brioni sono presenti diversi siti archeologici e culturali: è possibile visitare: 
- il museo archeologico,
- il museo etnologico
- le fortificazioni dell'Età del bronzo che testimoniano un antico insediamento nell'isola riconducibile al XIV secolo a.C..
- i resti di due ville romane del II secolo d.C.,
- le rovine di un castello bizantino,
- la chiesa del monastero di Santa Maria[4], risalente al XIII secolo, che fu fondata dai monaci benedettini in epoca franca e poi assegnata dapprima nel 1312 ai templari e nel 1314 ai Cavalieri di Malta. ..
- Oltre a ricche esposizioni di reperti archeologici, nei pressi di questi siti sono state allestite mostre di storia naturale e di arte.

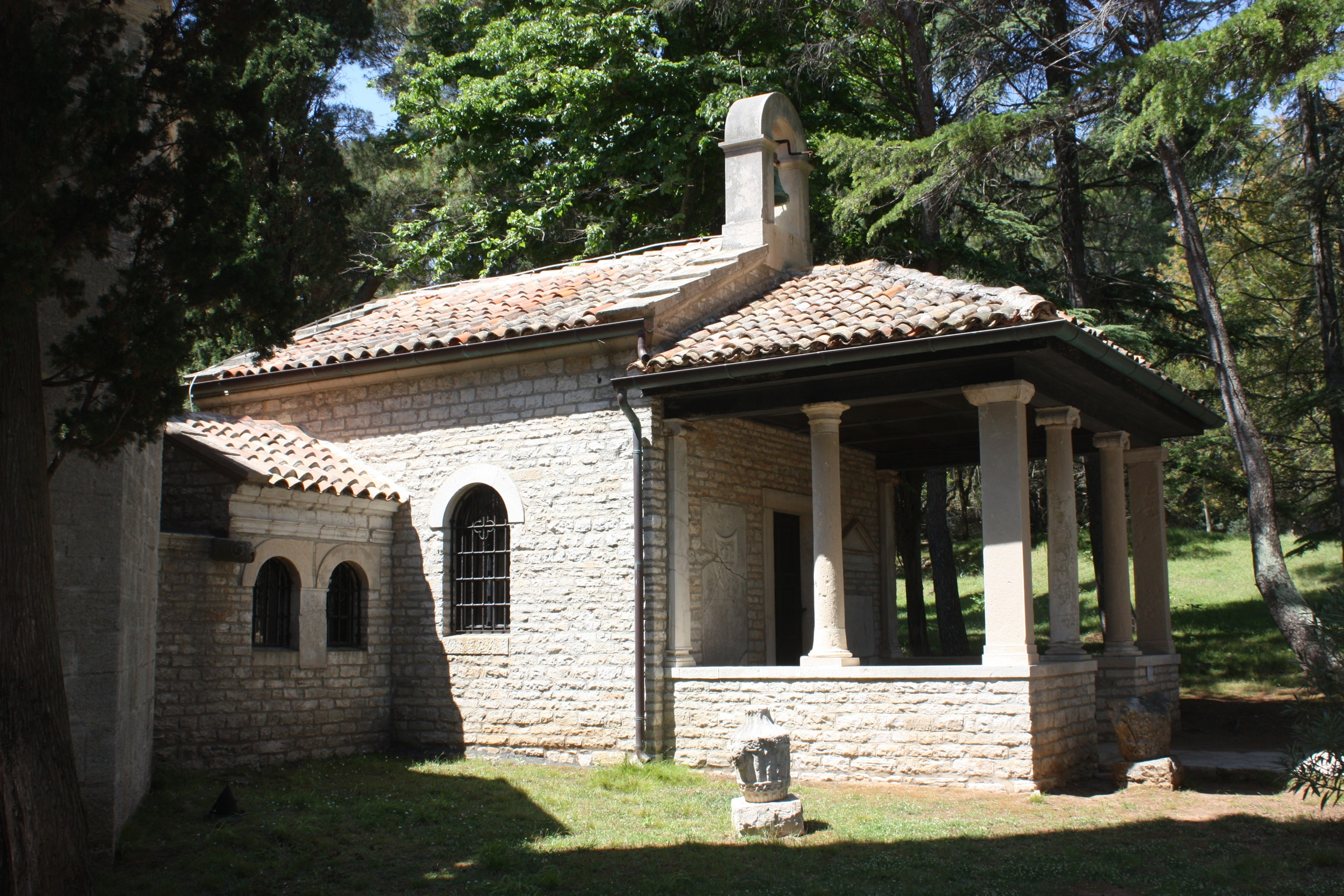
Santa Maria (i Brioni Maggiore.

### Il Parco nazionale di Brioni
L'arcipelago, famoso per le bellezze naturali delle sue isole, è dal 1983 parco nazionale (Parco nazionale di Brioni), che comprende le isole e le acque circostanti.
Nell'isola di Brioni Maggiore sono state scoperte oltre 200 impronte di dinosauri in quattro siti: tali testimonianze risalgono al periodo Cretaceo, dal quale prende il nome il Parco Cretaceo delle Brioni.
A Brioni Maggiore si possono osservare numerose specie di piante mediterranee o esotiche (tra cui numerose mangrovie), oltre ad una fauna piuttosto varia composta tra l'altro da daini, mufloni, scoiattoli, lepri (Parco safari).